# 25 augusti
25 augusti är den 237:e dagen på året i den gregorianska kalendern (238:e under skottår). Det återstår 128 dagar av året.

## Återkommande bemärkelsedagar

### Nationaldagar
- Uruguays nationaldag.

## Namnsdagar

### I den svenska almanackan
- Nuvarande – Lovisa och Louise
- Föregående i bokstavsordning
  - Louis – Namnet infördes på dagens datum 1986, men flyttades 1993 till 2 oktober och utgick 2001.
  - Louise – Namnet infördes på dagens datum 1986 och har funnits där sedan dess.
  - Lovisa – Namnet infördes, som en hedersbetygelse åt den svenska kronprinsessan Lovisa Ulrika av Preussen, som var gift med kronprins Adolf Fredrik, på dagens datum 1750 och har funnits där sedan dess.
  - Ludowicus – Namnet fanns, till minne av den franske kungen och helgonet Ludvig den helige på dagens datum före 1750, då det utgick till förmån för Lovisa. Redan 1776 återinfördes det på 2 oktober, i formen Ludvig, och har funnits där sedan dess.
- Föregående i kronologisk ordning
  - Före 1750 – Ludowicus
  - 1750–1900 – Lovisa
  - 1901–1985 – Lovisa
  - 1986–1992 – Lovisa, Louis och Louise
  - 1993–2000 – Lovisa och Louise
  - Från 2001 – Lovisa och Louise
- Källor
  - Brylla, Eva (red.). Namnlängdsboken. Gjøvik: Norstedts ordbok, 2000 ISBN 91-7227-204-X
  - af Klintberg, Bengt. Namnen i almanackan. Gjøvik: Norstedts ordbok, 2001 ISBN 91-7227-292-9

### Finlandssvenska almanackan
- Nuvarande från 2020[1] – Louise, Lovisa, Lova
- I föregående revideringar[a][2]
  - 1929–1949 – Lovisa
  - 1950–2019 – Lovisa, Louise

## Händelser
- 1580 – Slaget vid Alcântara (1580).
- 1699 – Vid Kristian V:s död i en jaktolycka efterträds han som kung av Danmark och Norge av sin son Fredrik IV.
- 1762 – Den äldre Drottningholmsteatern brinner ner. Den nya står klar 1766.
- 1825 – Cisplatinska provinsen skils från Brasilien och införlivas i Río de la Platas förenade provinser, under namnet Río de la Platas östprovins.[3]
- 1875 – Kapten Matthew Webb blir den förste att simma över Engelska kanalen; det tar honom 22 timmar att simma bröstsim från Dover till Calais.
- 1903 – GIF Sundsvall grundas.
- 1933 – Jordbävning i centrala Kina med magnitud 7,3 och ger extremt stor skada och 9000 människor omkomna.
- 1939 – Storbritannien och Polen undertecknar en vänskaps- och biståndspakt för att avskräcka Tyskland från att anfalla Polen. Den tyska invasionen av Polen, som är planerad till den 26 augusti, skjuts dock bara upp en knapp vecka, till 1 september.
- 1942 – Sovjetiska bombflygplan utför en omfattande bombning av Helsingfors för andra gången på några dagar.
- 1944 – De allierade befriar Paris under andra världskriget.
- 1956 – Anders Franzén hittar regalskeppet Vasa med sitt lod.
- 1960 – Olympiska sommarspelen 1960 invigs i Rom av president Giovanni Gronchi.
- 1975 – Bruce Springsteen ger ut albumet Born to Run.
- 1981 – Voyager 2 gör sin närmaste position vid Saturnus.
- 1989 – Voyager 2 gör sin närmaste position vid Neptunus.
- 1990 – FN:s säkerhetsråd tillåter våld för att upprätthålla blockaden mot Irak.
- 1973 – Svenska damlandslaget spelar sin första landskamp i fotboll.[4]
- 1993 – En rökgranatolycka inträffar i Uppsala.
- 2003 – Christian Olsson tar VM-guld i tresteg och Stefan Holm tar VM-silver i höjdhopp i friidrotts-VM.
- 2005 – Orkanen Katrina når Floridas kust och klassas som en kategori 1-orkan enligt Saffir–Simpsons orkanskala.

## Födda
- 1530 – Ivan IV av Ryssland, Ivan den förskräcklige, rysk tsar
- 1691 – Alessandro Galilei, italiensk arkitekt
- 1744 – Johann Gottfried Herder, tysk filosof, författare, historiker och pedagog
- 1767 – Louis Antoine Léon de Saint-Just, fransk revolutionspolitiker
- 1795 – Fredrik Otto Silfverstolpe, svensk officer, ämbetsman, politiker och landshövding i Västmanlands län.
- 1802 – Thomas Stevenson Drew, amerikansk politiker
- 1841 – Theodor Kocher, schweizisk kirurg, mottagare av Nobelpriset i fysiologi eller medicin 1909
- 1850 – James E. Martine, amerikansk demokratisk politiker, senator (New Jersey)
- 1862 – Louis Barthou, fransk politiker
- 1871 – Nils Edén, svensk liberal politiker och professor, Sveriges statsminister, landshövding i Stockholms län
- 1876 – Eglantyne Jebb, brittisk filantrop och grundare av Rädda Barnen
- 1877 – Svea Textorius, svensk skådespelare och sångare
- 1880 – Robert Stolz, österrikisk tonsättare
- 1882 – Seán T. O'Kelly, Irlands president
- 1886 – Östen Undén, svensk politiker, universitetsrektor, universitetskansler, utrikesminister
- 1900 – Hans Krebs (biokemist), tysk-brittisk biokemist, mottagare av Nobelpriset i fysiologi eller medicin 1953
- 1905 – Faustina Kowalska, polsk nunna, helgon
- 1907 – Ruben Josefson, svensk ärkebiskop
- 1909 – Ruby Keeler, amerikansk skådespelare, dansare och sångare
- 1911 – Vivi-Anne Hultén, svensk konståkare
- 1912
  - Erich Honecker, östtysk politiker, statschef
  - Marta Lindberg, svensk socialdemokratisk politiker
- 1916
  - Van Johnson, amerikansk skådespelare
  - Frederick C. Robbins, amerikansk pediatriker, mottagare av Nobelpriset i fysiologi eller medicin 1954
- 1917 – Mel Ferrer, amerikansk skådespelare
- 1918 – Leonard Bernstein, amerikansk kompositör och dirigent
- 1919
  - Jarl Hamilton, svensk skådespelare
  - George Wallace, amerikansk politiker
- 1924 – Allan Edwall, svensk skådespelare, författare, musiker
- 1925 – Inga Borg, svensk barnboksförfattare, Plupp
- 1928 – Herbert Kroemer, tysk fysiker, mottagare av Nobelpriset i fysik 2000
- 1930 – Sean Connery, skotsk skådespelare
- 1931
  - Peter Gilmore, brittisk skådespelare (Onedinlinjen)
  - Regis Philbin, amerikansk TV-programledare
- 1933
  - Rune Gustafsson, svensk kompositör och gitarrist
  - Tom Skerritt, amerikansk skådespelare
- 1934 – Ali Akbar Hashemi Rafsanjani, iransk politiker, president
- 1938 – Frederick Forsyth, brittisk författare
- 1942 – Nathan Deal, amerikansk politiker
- 1946 – Larry LaRocco, amerikansk demokratisk politiker, kongressledamot
- 1949 – Gene Simmons, amerikansk musiker (basist i KISS)
- 1951 – Rob Halford, brittisk sångare och låtskrivare (Judas Priest)
- 1952 – Charles M. Rice, amerikansk virolog och forskare, mottagare av Nobelpriset i fysiologi eller medicin 2020
- 1954 – Elvis Costello, brittisk sångare, låtskrivare och gitarrist
- 1957 – Christer Björkman, svensk TV-man
- 1958 – Tim Burton, amerikansk filmregissör
- 1960 – Jonas Gahr Støre, norsk politiker, utrikes- och statsminister
- 1961
  - Billy Ray Cyrus, amerikansk sångare och skådespelare
  - Alf Woxnerud, svensk serietecknare
- 1967 – Tom Hollander, brittisk skådespelare
- 1970 – Claudia Schiffer, tysk fotomodell
- 1976 – Alexander Skarsgård, svensk skådespelare
- 1980 – Pär Hulkoff, sångare i det svenska bandet Raubtier
- 1981 – Rachel Bilson, amerikansk skådespelare
- 1992 – Sara Benz, schweizisk ishockeyspelare

## Avlidna
- 968 – Edgiva av Kent, drottning av Wessex
- 1270 – Ludvig IX, 56, känd som Ludvig den helige, kung av Frankrike
- 1482 – Margareta av Anjou, 52, drottning av England
- 1648 – Josef av Calasanz, 91, spansk romersk-katolsk präst, bekännare och ordensgrundare, helgon
- 1688 – Henry Morgan, buckanjär och guvernör
- 1699 – Kristian V, 53, kung av Danmark och Norge
- 1759 – Fredrik Gyllenborg, 61, svensk greve och politiker
- 1770 – Fredrik von Friesendorff, 62, svensk friherre och riksråd samt tillförordnad kanslipresident, landshövding i Västmanlands län
- 1776 – David Hume, 65, skotsk filosof (empiriker), historiker och nationalekonom
- 1797 – Thomas Chittenden, 67, amerikansk politiker
- 1807 – Christian Jakob Kraus, 54, tysk språkforskare och professor i praktisk filosofi
- 1819 – James Watt, 83, engelsk fysiker
- 1846 – Giuseppe Acerbi, 73, italiensk upptäcktsresande och reseskildrare
- 1860 – Johan Ludvig Heiberg, 68, dansk dramatiker och kritiker, chef för Det Kongelige Teater
- 1867 – Michael Faraday, 75, brittisk fysiker och kemist
- 1876 – Adolph Tidemand, 62, norsk målare
- 1884 – Odo Russell, 1:e baron Ampthill, 55, brittisk diplomat
- 1892 – Christian Friedrich von Leins, 77, tysk arkitekt
- 1900 – Friedrich Nietzsche, 55, tysk lingvist och filosof
- 1908 – Henri Becquerel, 55, fransk fysiker, mottagare av Nobelpriset i fysik 1903
- 1919 – Viktor Knorre, 78, rysk astronom
- 1943 – Johan Petter Johansson, 89, svensk uppfinnare
- 1967 – Paul Muni, 71, amerikansk skådespelare
- 1976 – Eyvind Johnson, 76, svensk författare, ledamot av Svenska Akademien, mottagare av Nobelpriset i litteratur 1974
- 1978 – Gösta Terserus, 74, svensk teaterskolledare och skådespelare
- 1984
  - Anders Uddberg, 24, svensk musiker
  - Truman Capote, 59, amerikansk författare
- 1985 – Samantha Smith, 13, amerikansk elev, känd brevskrivare
- 1998 – Floyd K. Haskell, 82, amerikansk demokratisk politiker, senator
- 2000 – Carl Barks, 99, amerikansk serietecknare
- 2001 – Aaliyah, 22, amerikansk sångare
- 2004 – Anna Kristina Kallin, 50, svensk skådespelare och sångare
- 2009 – Ted Kennedy, 77, amerikansk demokratisk politiker, senator
- 2011
  - Lazar Mojsov, 90, makedonsk politiker, president i Jugoslavien 1987–1988
  - Eugene A. Nida, 96, amerikansk lingvist och översättare
- 2012
  - Neil Armstrong, 82, amerikansk astronaut och den första människan på månen
  - Bertil Kumlien, 93, svensk skribent, tecknare och bokdesigner
  - Pontus Schultz, 40, svensk journalist och chefredaktör för Veckans Affärer
- 2013 – Gilmar, 83, brasiliansk fotbollsmålvakt
- 2014
  - Maj-Briht Bergström-Walan, 89, svensk sexolog, sexualundervisare och sexualforskare
  - Lars Mortimer, 68, svensk tecknare och serieskapare (Hälge)
  - Victor J. Stenger, 79, amerikansk partikelfysiker
- 2016 – James Cronin, 84, amerikansk fysiker, mottagare av Nobelpriset i fysik 1980
- 2018 – John McCain, 81, senator (Arizona), republikansk presidentkandidat 2008
- 2023 – Signe Stade, 79, svensk skådespelare
- 2024 – Sten Berglund, 77, svensk statsvetare och professor